# Maraloiu
Maraloiu – wieś w Rumunii, w okręgu Braiła, w gminie Grădiștea. W 2011 roku liczyła 327 mieszkańców.